# Şalpazarı (district)
Şalpazarı is het meest westelijke district van de provincie Trabzon in het noordoosten van Turkije. Het district telt 12.490 inwoners en heeft een oppervlakte van 120,6 km². De hoofdplaats is het gelijknamige Şalpazarı. Het district ligt aan de noordkant van het Pontisch gebergte en is voor een groot deel bebost.
In het district woont een grote gemeenschap Çepni-Turkmenen. De Çepni waren een van de eerste Turkse volkeren die zich in de 13e eeuw vestigden aan de zuidkust van de Zwarte zee. Hoewel zij een Turkse taal spreken delen zij veel culturele overeenkomsten met andere minderheden in de regio zoals de Lazen en Romeyka. Grotere Çepni gemeenschappen bevinden zich in de provincies ten westen van Trabzon, zoals in Giresun en Ordu. In de zomer worden in het district festivals gehouden op de yayla's (de zomerweiden).
De bevolkingsontwikkeling van het district is weergegeven in onderstaande tabel.
| 1997   | 2000   | 2007   |
| ------ | ------ | ------ |
| 17.691 | 23.390 | 12.490 |